# Patricia Dodd
Pour les articles homonymes, voir Dodd.
Patricia Ann Dodd, née le 7 avril 1948 à Toronto au Canada, est une patineuse artistique britannique, triple championne de Grande-Bretagne de 1969 à 1971.

## Biographie

### Carrière sportive
Patricia Dodd est triple championne de Grande-Bretagne de 1969 à 1971.
Elle représente son pays à quatre championnats européens (1968 à Västerås, 1969 à Garmisch-Partenkirchen, 1970 à Léningrad et 1971 à Zurich), quatre mondiaux (1968 à Genève, 1969 à Colorado Springs, 1970 à Ljubljana et 1971 à Lyon) et aux Jeux olympiques d'hiver de 1968 à Grenoble.
Elle quitte le patinage amateur après les mondiaux de 1971.

## Palmarès
| Compétition                     | 1963    | 1964    | 1965    | 1966    | 1967    | 1968    | 1969    | 1970    | 1971    |  |  |  |  |  |
| Jeux olympiques d'hiver         |         |         |         |         |         | 15e     |         |         |         |  |  |  |  |  |
| Championnats du monde           |         |         |         |         |         | 12e     | 8e      | 9e      | 12e     |  |  |  |  |  |
| Championnats d’Europe           |         |         |         |         |         | 9e      | 9e      | 6e      | 6e      |  |  |  |  |  |
| Championnats de Grande-Bretagne |         |         | 4e      | 4e      | 2e      | 2e      | 1re     | 1re     | 1re     |  |  |  |  |  |
|                                 |         |         |         |         |         |         |         |         |         |  |  |  |  |  |
| Autre Compétition               | 1962/63 | 1963/64 | 1964/65 | 1965/66 | 1966/67 | 1967/68 | 1968/69 | 1969/70 | 1970/71 |  |  |  |  |  |
| Trophée Richmond                | 6e      | 8e      | 3e      | 4e      |         | 3e      | 2e      | 2e      | 2e      |  |  |  |  |  |
|                                 |         |         |         |         |         |         |         |         |         |  |  |  |  |  |